# Sangiaccato di Lazistan
Lazistan o Lasistan (turco ottomano: لازستان, laz: ლაზონა Lazona, georgiano: ლაზეთი Lazeti o ჭანეთი Č'aneti ) era il nome amministrativo ottomano del sangiak (sotto il vilayet di Trebisonda) che comprendeva la popolazione di lingua laz o lazuri sulla riva sud-orientale del Mar Nero. Tuttavia, i suoi confini non coincidono con la regione parlante il laz. Il Lazistan copre il territorio delle attuali province di Trebisonda, di Rize e il litorale della provincia di Artvin.
Nei tempi antichi, la regione faceva parte del Regno della Colchide. Nel Medioevo, venne inclusa nella Georgia fino al 1578 quando fu conquistata dai turchi. Nel 1878, la parte orientale del Lazistan (incluso Batum) divenne parte dell'impero russo e il centro del sangiaccato fu spostato da Batum a Rize.  Dopo l'occupazione della Repubblica Democratica di Georgia da parte della Russia bolscevica (fin dal 1922), il territorio fu diviso tra Turchia ed Unione Sovietica. Il sangiak e il nome vennero aboliti dalla nuova Repubblica Turca nel 1925.
Il Regno di Egrisi, noto agli antichi anatolici e romani come Lasica, era conosciuto dai persiani con il nome di Lasistan.